# The Christmas Song
The Christmas Song, conosciuta anche come Chestnuts Roasting on an Open Fire (Caldarroste al caminetto) o Merry Christmas to You, è una celebre canzone natalizia statunitense, scritta da Mel Tormé e da Bob Wells nel 1945.
La versione più famosa è quella di Nat King Cole, che incise il brano nel 1946, nel 1953 e nel 1961.

## Testo
La canzone descrive una città durante il periodo natalizio: persone imbacuccate come Eschimesi, venditori di caldarroste, ecc. Viene anche citato Jack Frost, figura del folklore anglosassone.

## Incisioni

### Le versioni di Nat King Cole
Nat King Cole registrò questo brano quattro volte:
La prima registrazione di questo brano fu quella del The King Cole Trio (Nat King Cole, voce & piano; Oscar Moore, chitarra; Johnny Miller, basso) presso la WMCA Radio Studios a New York il 14 giugno del 1946. La registrazione non fu pubblicata fino al 1989, quando fu incluso accidentalmente nella compilation di vari artisti Billboard Greatest Christmas Hits (1935-1954).
La seconda registrazione, realizzata sempre al WMCA, risale al 19 agosto 1946. Questa fu pubblicata nel novembre 1946 nel 78 giri come Capitol 311 sull'etichetta e con i seguenti crediti: The King Cole Trio con String Choir (Nat King Cole, Oscar Moore, e Johnny Miller, e Jack "The Bear" Parker, (batteria), Charlie Grean, arrangiatore e direttore d'orchestra. Questa registrazione fu ripubblicata sul CD compilation del 2000 Christmas for Kids: From One to Ninety-Two, e nel CD intitolato The Holiday Album, che contiene canzoni di Natale degli anni '40 registrate da Cole e Bing Crosby.
La terza registrazione fu realizzata presso i Capitol Studios a Hollywood, il 24 agosto 1953. Questa fu la prima registrazione su nastro magnetico del brano. Sull'etichetta risultano i seguenti crediti: The King Cole Trio con String Choir (Nat King Cole, Buddy Cole, pianista, John Collins, chitarrista, Charlie Harris, bassista, Lee Young, batterista, Charlie Grean, Pete Rugolo e Nelson Riddle, arrangiamento orchestrale, Nelson Riddle, direttore d'orchestra.
La quarta registrazione fu registrata ai Capitol Studios, New York City, il 30 marzo 1961. Questa interpretazione, la prima registrata in stereo, fu trasmessa molto di frequente dalle stazioni radio durante il periodo natalizio ed è divenuta la versione più popolare di questa canzone. Crediti d'etichetta: Nat King Cole (accompagnato da Hank Jones, piano, John Collins, Charlie Harris, Lee Young, Charlie Grean, Pete Rugolo e Ralph Carmichael, arrangiamento orchestrale, Ralph Carmichael direttore d'orchestra).

### Versione di Christina Aguilera
Nel novembre del 1999 la cantante statunitense Christina Aguilera pubblicò come singolo estratto dal suo primo album natalizio, My Kind of Christmas, il brano The Christmas Song.

### Versione di Justin Bieber
Nel 2011 il cantante canadese Justin Bieber, in collaborazione con Usher, ha inciso una cover del brano, che ha incluso nell'album natalizio Under the Mistletoe. 

## Classifiche
Versione di Nat King Cole
| Classifica (2007-23) | Posizione massima |
| -------------------- | ----------------- |
| Canada               | 13                |
| Italia               | 62                |
| Regno Unito          | 51                |
| Stati Uniti          | 9                 |
| Svizzera             | 39                |